# Thomas Vernon Wollaston

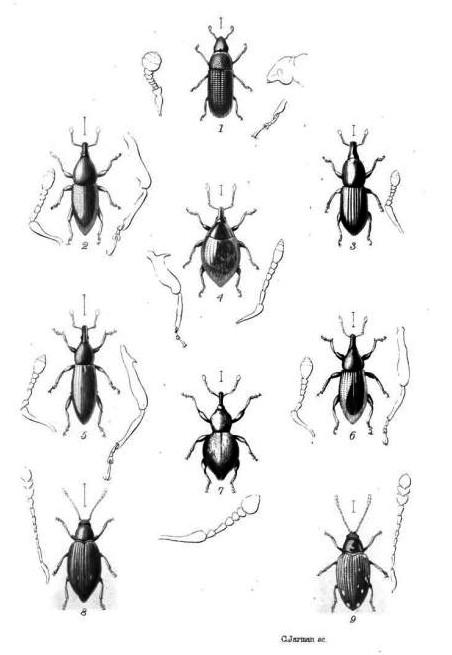
Ilustração da obra Coleoptera Sanctæ-Helenæ (1877)

Thomas Vernon Wollaston FLS (9 de Março de 1822 – 4 de Janeiro de 1878) foi um entomólogo e malacologista inglês, tendo obtido notoriedade pelos seus estudos de coleópteros de diversos arquipélagos do Atlântico Norte. Tinha uma posição social elevada. As suas crenças religiosas preveniram-no de apoiar as teorias de Charles Darwin após 1859, mas Darwin permaneceu um amigo chegado. Wollaston apoiava a teoria de que as terras continentais outrora se estendiam muito mais de modo a englobarem os grupos de ilhas que estudou.
Thomas Vernon Wollaston nasceu em Scotter, Lincolnshire, Inglaterra, em 1822. Em 1845, obteve o grau de Bachelor of Arts pelo Jesus College, e em 1847 tornou-se membro da Linnean Society of London.
Wollaston passou o Inverno de 1847-48 no Arquipélago da Madeira, voltando para se graduar como Masters of Arts em Cambridge, em 1849. Até ao ano 1855 efectuou quatro longas viagens à Madeira. Nesse ano o Museu Britânico comprou a sua colecção de coleópteros da Madeira. Actualmente estão no Museu de História Natural de Londres.
Em 1857 Wollaston regressou às ilhas do Atlântico Norte, investigando a história natural das Ilhas Canárias - com Richard Thomas Lowe e John Edward Gray em 1858, regressando apenas com Lowe em 1859. Após uma longa ausência, regressou às ilhas em 1866, desta feita a Cabo Verde com Lowe e Gray. Wollaston foi correspondente assíduo com o geólogo Charles Lyell e as suas cartas estão no Centre for Research Collections, Edinburgh University Library. Wollaston também foi correspondente com Charles Darwin até 1860. A sua última viagem foi até Santa Helena com a sua mulher e Gray.
Wollaston faleceu em Teignmouth, Devon, Inglaterra, em 1878.

## Obras
- Insecta Maderensia (1854)

- On the Variation of Species, with Especial Reference to the Insecta (1856)

- Coleoptera Atlantidum (1865)

- Coleoptera Sanctæ-Helenæ (1877)

- Testacea Atlantica, or the land and freshwater shells of the Azores, Madeira, Salvages, Canaries, Cape Verdes, and Saint Helena (1878)

Wollaston também escreveu vários artigos sobre os coleópteros dos arquipélagos do Atlântico Norte.